# Brunflo
Brunflo est un village suédois situé dans la commune d'Östersund, dans le Comté de Jämtland.